# Кирхайзен, Бьёрн
Бьёрн Кирхайзен (нем. Björn Kircheisen, род. 6 августа 1983 года в Эрлабрунне) — немецкий двоеборец, 4-кратный призёр Олимпийских игр (2002, 2006, 2010 и 2014) и чемпион мира 2017 года и 11-кратный призёр чемпионатов мира, многократный победитель этапов Кубка мира.
В Кубке мира Кирхайзен дебютировал в 2001 году, в декабре 2002 года одержал свою первую победу на этапе Кубка мира. Всего на сегодняшний момент имеет 21 победу на этапах Кубка мира, из них 16 в личных соревнованиях и пять в командных. Лучшим достижением в итоговом зачёте Кубка мира для Кирхайзена являются 3-е места в сезонах 2002/03 и 2005/06.
На Олимпиаде-2002 в Солт-Лейк-Сити завоевал серебро в командных соревнованиях, в личных дисциплинах показал следующие результаты: спринт - 9-е место, индивидуальная гонка - 5-е место.
На Олимпиаде-2006 в Турине вновь завоевал серебро в командных соревнованиях, в личных видах был 7-м в индивидуальной гонке и 7-м в спринте.
На Олимпиаде-2010 в Ванкувере выиграл бронзу в команде, кроме того стал 22-м в соревнованиях с нормального трамплина + 10 км, и 20-м в соревнованиях с большого трамплина + 10 км.
Завершил карьеру в 2018 году.
Использовал лыжи производства фирмы Fischer.